# Cuando Me Enamoro (telenovel·la)
Cuando Me Enamoro Se Detiene el Tiempo és una telenovel·la mexicana dirigida per Karina Duprez i Lily Garza, produïda l'any 2010 pel productor Carlos Moreno Laguillo per a Televisa. És l'adaptació de telenovel·la mexicana La Mentira original de Caridad Bravo Adams. Està adaptada per Martha Carrillo i Cristina Garcia. El seu primer capitol va ser estrenat el dia 5 de juliol de 2010, i va concloure el dia 13 de març del 2011. Els seus capítols tenien una durada d'uns 40-45 minuts, exceptuant l'ultim capítol que va durar 88 minuts, aquesta telenovel·la compta amb un total de 181 episodis.
Protagonitzada per Silvia Navarro i Juan Soler; amb les participacions antagòniques de Rocio Banquells, Lisardo, Jessica Coch, Magda Karina i Odiseo Bichir. També compta amb les actuacions estel·lar dels actors i actrius José Ron, René Casados, Julieta Rosen, Lourdes Munguía i las primeras actrius Yolanda Mérida i Irma Dorantes.

## Repartiment
- Silvia Navarro - Renata Monterrubio Álvarez de Linares. / Regina Gamba Soberón de Linares. / Renata Monterrubio Soberón de Linares.
- Juan Soler - Jerónimo Linares De la Fuente.
- Rocío Banquells - Josefina "Fina" Álvarez Escandón de Monterrubio.
- Jessica Coch - Roberta Monterrubio Álvarez. / Roberta Gamba Álvarez.
- René Casados - Gonzalo Monterrubio.
- Julieta Rosen - Regina Soberón Vda. de Gamba.
- Guillermo Capetillo - Antonio Iriondo.
- Alfredo Adame - Honorio Sánchez.
- Lourdes Munguía - Constanza Monterrubio de Sánchez.
- Yolanda Mérida - Manuela.
- Martha Julia - Marina Sepúlveda.
- Lisardo - Agustín Dunant.
- José Ron - Matías Monterrubio.
- Odiseo Bichir - Álvaro Nesme.
- Luis Gatica - Lázaro López.
- Yolanda Ventura - Karina "Kari" Aguilar de Nesme.
- Grettell Valdez - Matilde "Mati" López.
- Carlos de la Mota - Carlos Estrada.
- Aleida Núñez - Alfonsina Campos Flores de Fierro.
- Alejandro Ruiz - Ezequiel Fierro.
- Ferdinando Valencia - José María "Chema" Casillas.
- Julio Mannino - Saúl Guardiola.
- Wendy González - Adriana Beltrán / Adriana Sánchez Beltrán nº1.
- Florencia de Saracho - Adriana Sánchez Beltrán nº2.
- Andrea Martinez - Carolina Linares De la Fuente.
- Eleazar Gómez - Aníbal Cuevas.
- Sebastián Zurita - Rafael Gutiérrez De la Fuente.
- Magda Karina - Maritza Del Río. / Blanca Ocampo. / Dominique De la Rivera.
- Hugo Macías Macotela - Padre Severino.
- Irma Dorantes - Catalina "Doña Cata" viuda de Soberón.
- Olivia Bucio - Inés Fonseca de Del Valle.
- Antonio Medellín - Isidro Del Valle.
- Zoraida Gómez - Julieta Montiel.
- Ilithya Manzanilla - Arely.
- David Ostrosky - Benjamín Casillas.
- Geraldine Galván - Allisson Contreras.
- Michelle Ramaglia - Priscila.
- Marco Uriel - Comandante Cantú.
- Jackie García - Selene Carrasco.
- Jesús Moré - Diego Lara.
- Vanessa Mateo - Lorea.
- Pablo Cruz Guerrero - Daniel.
- H Loggan - "Pipe".
- Yoselin Sánchez - Beth Arteaga
- Jorge Alberto Bolaños - Licenciado Ramiro Soto.
- Mario Zulayca - Humberto.
- Luis Reynoso - Leoncio Pérez.
- Sara Monar - Gema de Ibarrola.
- Sussan Taunton - Luciana Peniche.
- Raquel Morell - Ágatha Beltrán.
- Marco Muñoz - Germán Ibarrola.
- Christian Vega - Andrés del Valle Fonseca.
- Arturo Peniche - Obispo Juan Cristóbal Gamboa Martelli.
- Sebastián Rulli - Roberto Gamba Salgado
- Lidia Ávila - Regina Soberón de Gamba (jove).
- Margarita Magaña - Josefina "Pepa" Álvarez Escandón (jove).
- Jorge de Silva - Gonzalo Monterrubio (jove).
- Georgina Domínguez - Regina Gamba Soberón / Renata Monterrubio Álvarez (nena).
- Mario Carballido - Honorio Sánchez (jove).
- Ana Mauriney Sendra - Constanza Monterrubio de Sánchez (jove).
- Silvia Manríquez - Catalina "Cata" Vda. de Soberón (jove)
- Susana Diazayas - Inés Fonseca de Del Valle (jove).
- Juan Ángel Esparza - Isidro Del Valle (jove).
- Araceli Rangel - Ágatha Beltrán (jove).
- Alejandro Calva - Manríquez.

## Equip de Producció
- Història original: Caridad Bravo Adams.
- Versió llibre i llibrets: Martha Carrillo, Cristina García.
- Co-adaptació: Denisse Pfeiffer.
- Edició literària: Denisse Pfeiffer, Juan Carlos Tejeda.
- Tema musical: Cuando me enamoro.
- Lletra i música: Descemer Bueno, Enrique Iglesias.
- Interpretacions: Enrique Iglesias, Juan Luis Guerra.
- Direcció musical: Xavier Asali.
- Producció musical: San Ángel (Ciudad de México).
- Escenografia: María de los Ángeles Márquez.
- Ambientació: Laura Ocampo.
- Dissenys de vestuario: Ileana Pensado, Ana Patricia Gamboa.
- Assessor d'imatge: Jerry Funes.
- Relacions públicas: Karla Hurtado.
- Director de diàlegs: Jorge Robles.
- Coordinador musical: Israel Jurado.
- Musicalitzador: Christian Moreno.
- Caps de producció: Dago Vidal, J. Antonio Vidal.
- Gerent de Producció: Jesús Soria.
- Coordinació General: Luis Toledo.
- Coordinació de Producció: Maricarmen Moreno.
- Directors de càmares i Localització: Juan Carlos Frutos, Lino Gama.
- Director de càmares foro: Jesús Nájera.
- Director d'escena localització: Fernando Nesme.
- Productora associada: Hilda Santaella.
- Direcció: Karina Duprez, Lily Garza.
- Productor executiu: Carlos Moreno Laguillo.

## DVD
El Grupo Televisa decideix vendre en format de DVD totes les seves telenovel·les quan hagin finalitzat les emissions.

## Versions
- La mentira (1952) pel·lícula dirigida per Juan José Ortega. Protagonitzada per Marga López, Jorge Mistral i Gina Cabrera.
- La mentira (1965) telenovel·la dirigida i produïda per Ernesto Alonso per a Televisa. Protagonitzada per Julissa, Enrique Lizalde i Fanny Cano.
- Calúnia (1966) telenovel·la dirigida per Wanda Kosmo per a Rede Tupi (Brasil). Protagonitzada per Fernanda Montenegro, Sérgio Cardoso i Geórgia Gomide.
- La mentira (1970) pel·lícula dirigida per Emilio Gómez Muriel. Protagonitzada per Julissa, Enrique Lizalde i Blanca Sánchez.
- El amor nunca muere (1982) telenovel·la dirigida per Alfredo Saldaña i produïda per Ernesto Alonso per a Televisa. Protagonitzada per Christian Bach, Frank Moro y Silvia Pasquel.
- La mentira (1998) telenovel·la dirigida per Sergio Cataño i produïda per Carlos Sotomayor per a Televisa. Protagonitzada por Kate del Castillo, Guy Ecker i Karla Álvarez.
- El juramento (2008) telenovel·la producida per Telemundo. Protagonitzada per Natalia Streignard, Osvaldo Ríos i Dominika Paleta.
- Coraçőes Feridos (2012) telenovel·la producida por Íris Abravanel per a SBT (Brasil). Protagonitzada por Patrícia Barros, Flávio Tolezani i Cynthia Falabella.
- Lo imperdonable (2015) telenovel·la producida per Televisa. Protagonitzada por Ana Brenda Contreras, Iván Sánchez i Grettell Valdez.

## Premis i Nominacions

### Premis TVyNovelas 2011
| Categoria                | Persona                                                     | Resultat   |
| ------------------------ | ----------------------------------------------------------- | ---------- |
| Millor Telenovel·la      | Carlos Moreno Laguillo                                      | Nominada   |
| Millor Actriu Antagònica | Rocío Banquells                                             | Guanyadora |
| Millor Actriu Co-estelar | Jessica Coch                                                | Nominada   |
| Millor Actor Co-estelar  | René Casados                                                | Nominado   |
| Millor Actor Juvenil     | Eleazar Gómez.                                              | Nominado   |
| Millor Tema Musical      | Cuando me enamoro (de Enrique Iglesias i Juan Luis Guerra). | Guanyadors |

### Premis People en Español 2011
| Categoria      | Persona         | Resultat |
| -------------- | --------------- | -------- |
| Millor Actriu  | Silvia Navarro. | Nominada |
| Millor Actor   | Juan Soler.     | Nominat  |
| Millor Villana | Rocío Banquells | Nominada |

### Premis ACE 2012
| Categoria                  | Persona              | Resultat  |
| -------------------------- | -------------------- | --------- |
| Millor Actor Característic | Hugo Macías Macotela | Guanyador |

### Premis Oye 2010
| Categoria                                                                   | Nominat(a)                          | Resultat |
| --------------------------------------------------------------------------- | ----------------------------------- | -------- |
| Millor Tema de Telenovel·la, Sèrie, Obra de Teatre o Pel·lícula en Castellà | Enrique Iglesias i Juan Luis Guerra | Nominat  |

### TV Adicto Golden Awards
| Any  | Categoria      | Nominats        | Resultat   |
| ---- | -------------- | --------------- | ---------- |
| 2010 | Millor Villana | Rocio Banquells | Guanyadora |